# 邁恩費爾德

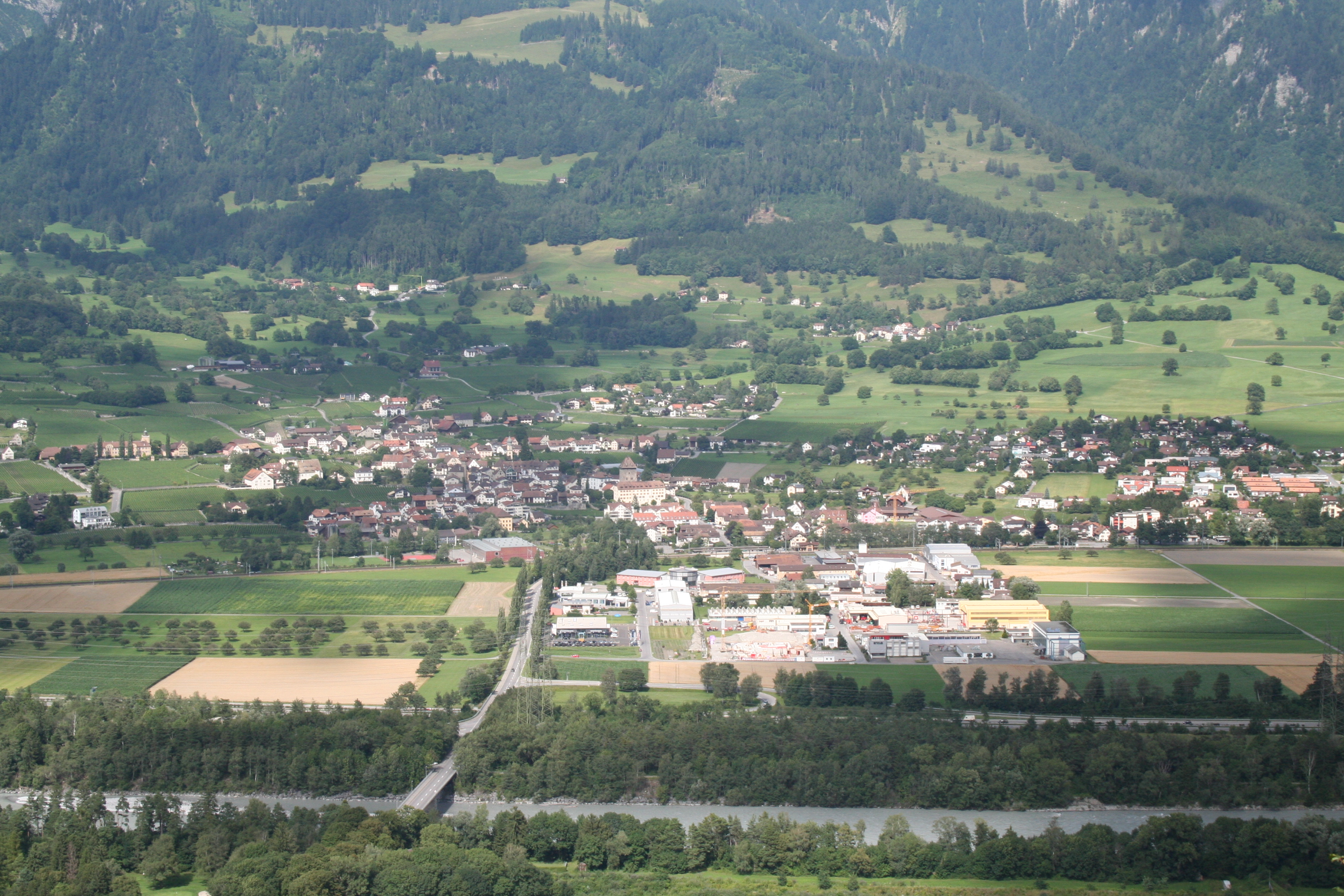
从西南方向俯瞰迈恩费尔德

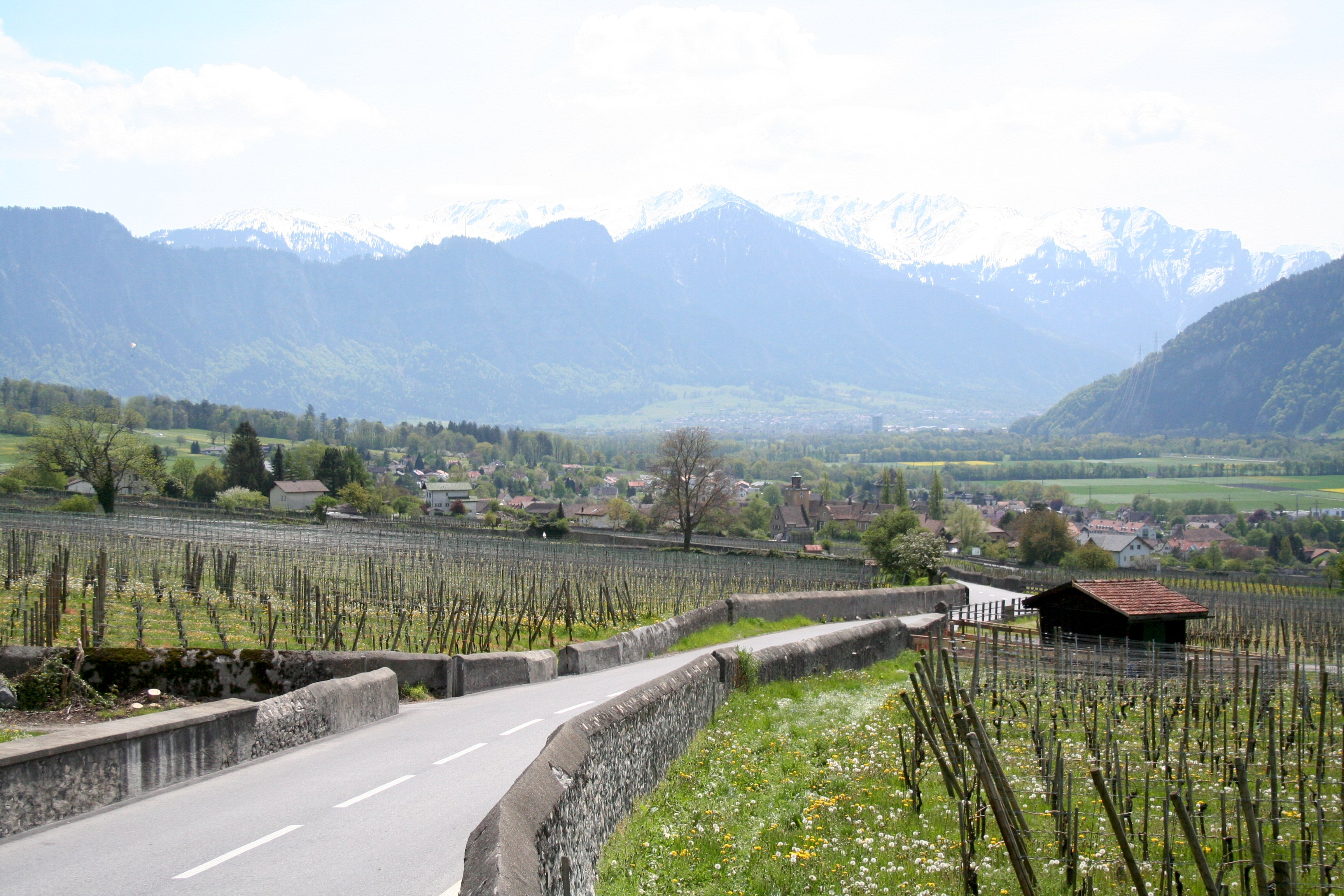
从北方眺望迈恩费尔德和阿尔卑斯山

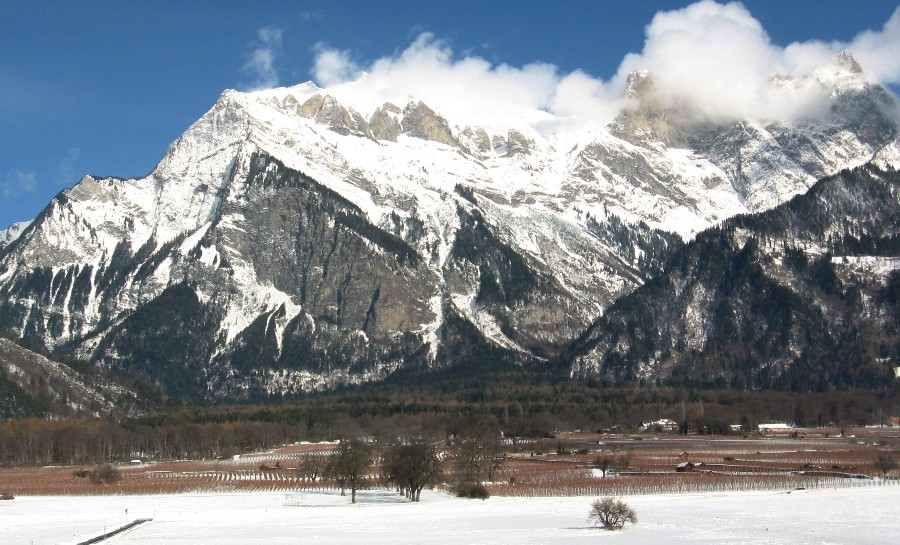
葡萄园和高耸入云的法尔科尼斯山

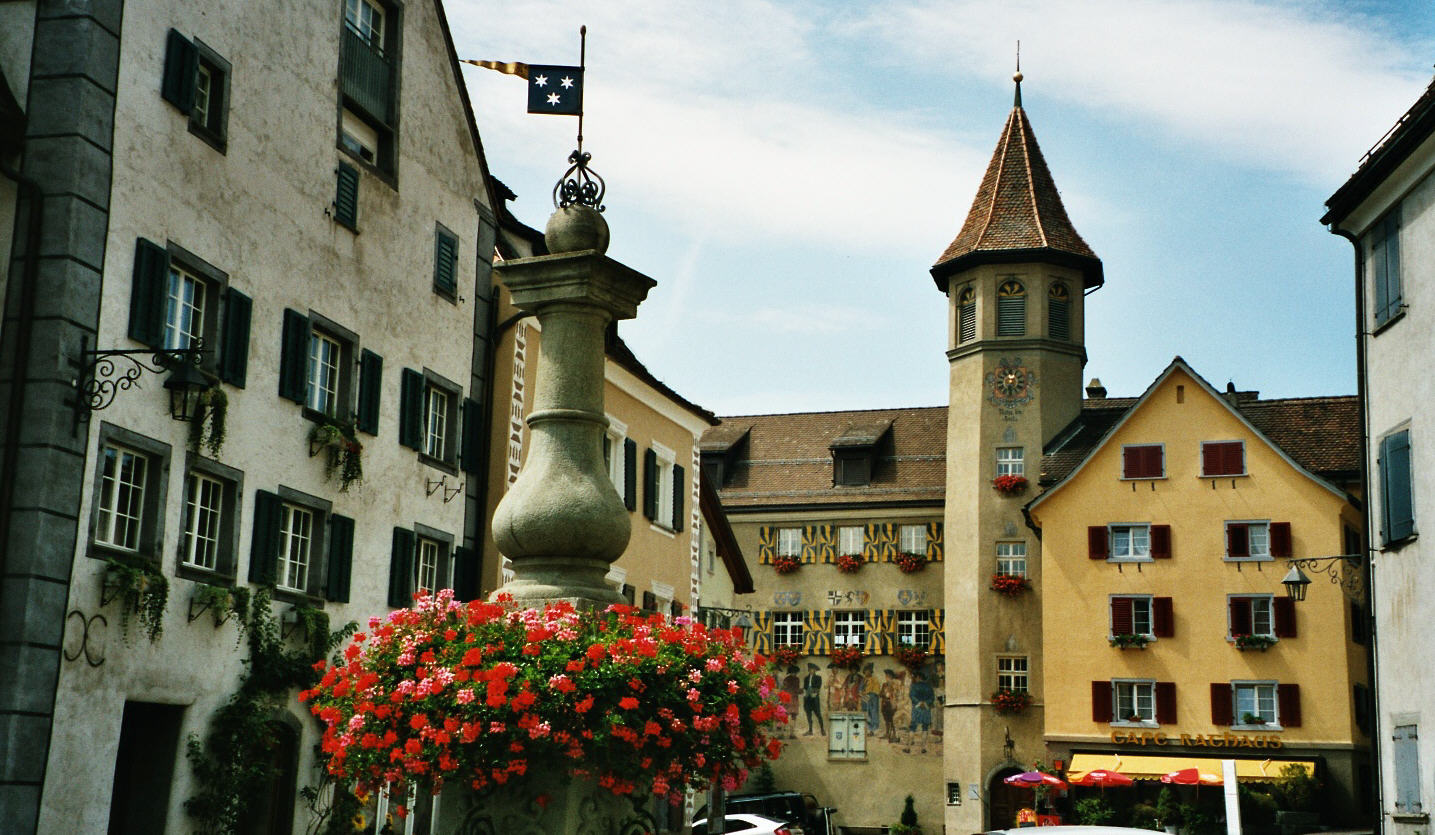
图中右侧为迈恩费尔德市政厅

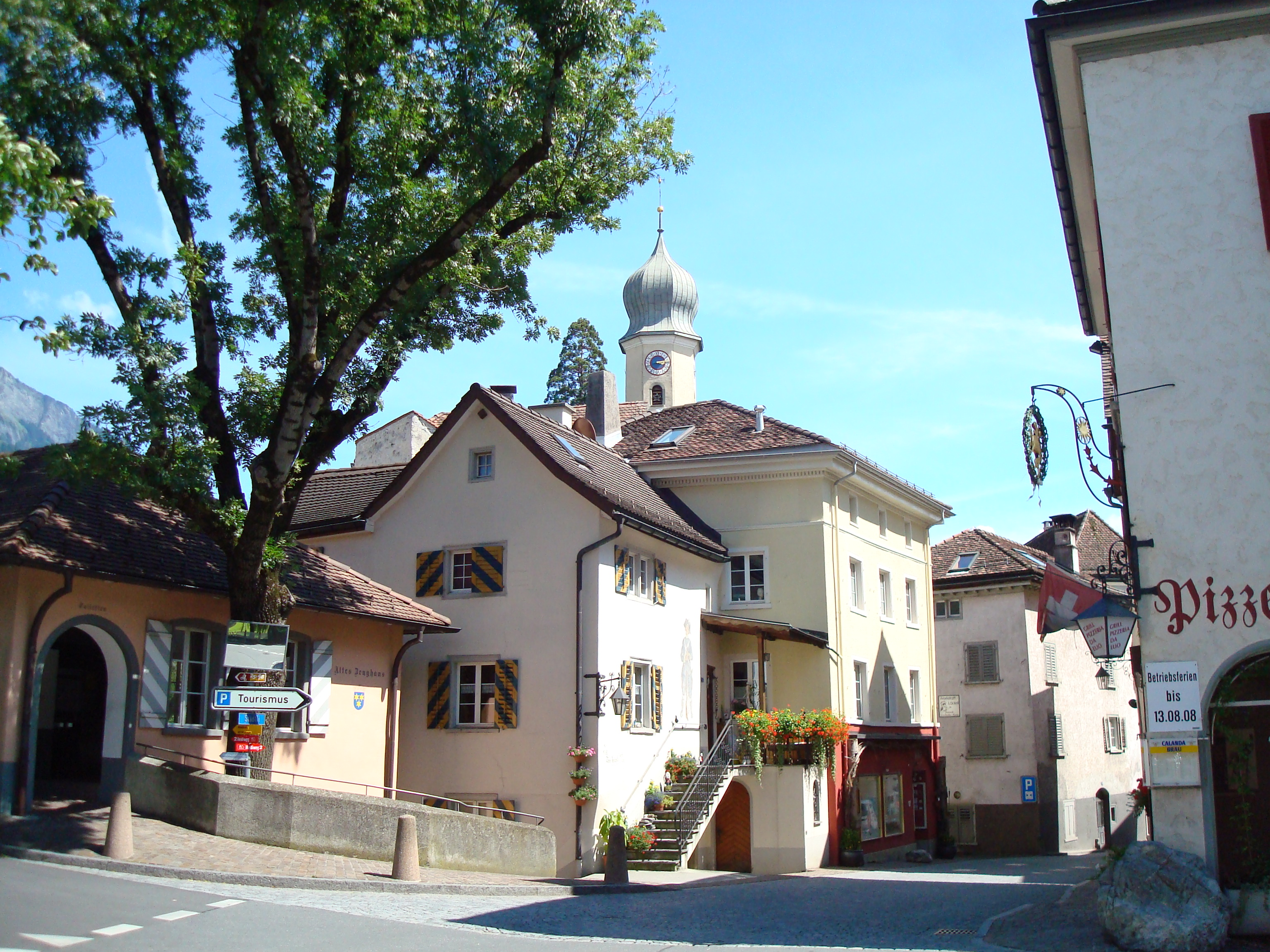
阿玛迪斯教堂

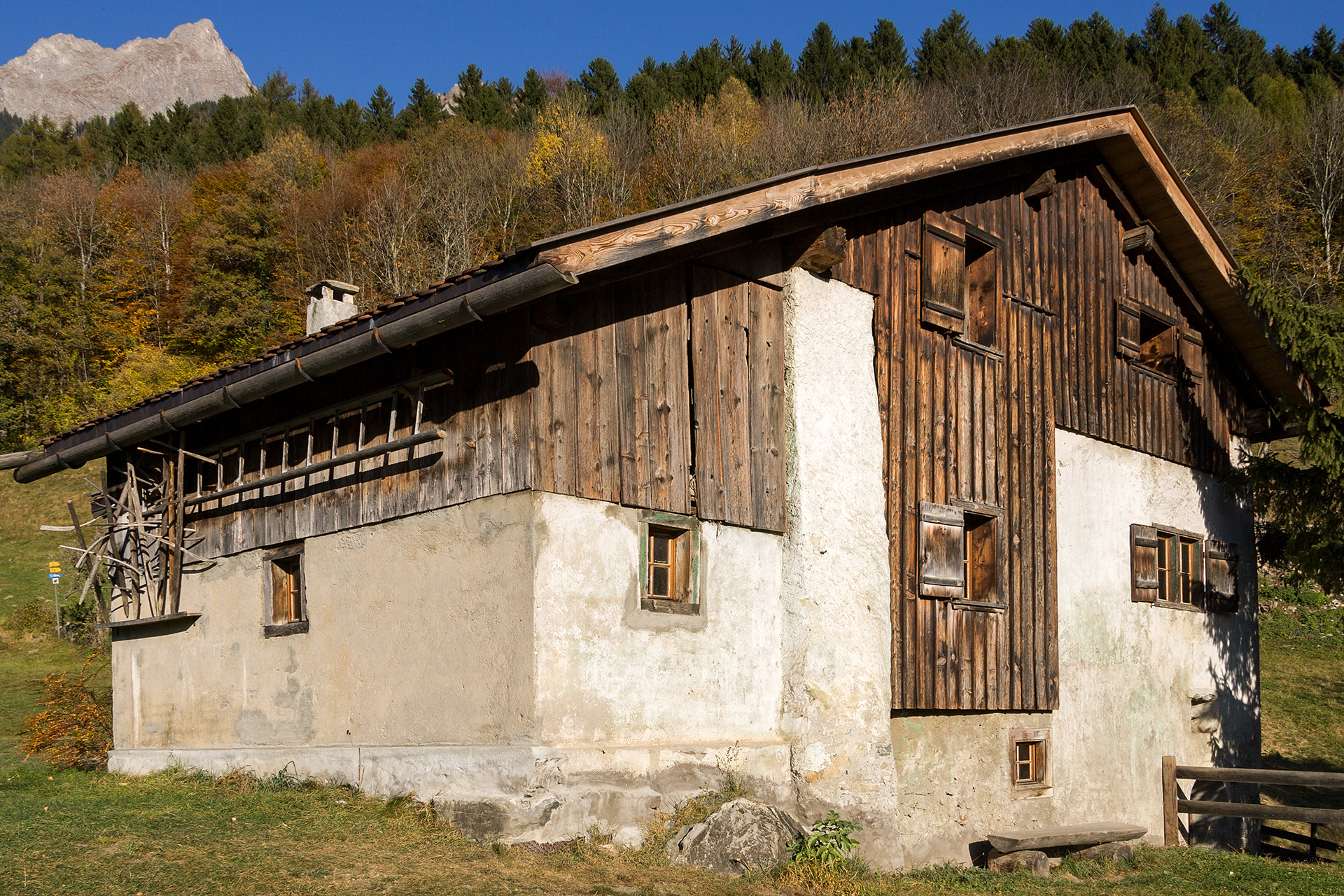
图为山上的海蒂小屋

迈恩费尔德（德語：Maienfeld）是瑞士联邦格劳宾登州兰德夸特区下辖的市镇，位于法尔科尼斯山的山脚下，面积为32.33平方公里，海拔高度为504米，2017年12月31日人口为2,860。迈恩费尔德是约翰娜·施皮里的小说《海蒂》中主人公海蒂的家乡。城镇四周遍布着葡萄园。